# UCI America Tour 2020
El UCI America Tour 2020 fue la decimosexta edición del calendario ciclístico internacional americano. Se inició el 23 de octubre de 2019 en Guatemala con la Vuelta a Guatemala y finalizó el 1 de noviembre de 2020 con la misma prueba. En principio, se disputarían 13 competencias, otorgando puntos a los primeros clasificados de las etapas y a la clasificación final, aunque el calendario sufrió modificaciones a lo largo de la temporada y finalmente se disputaron 6 carreras.

## Equipos
Los equipos que podían participar en las diferentes carreras dependía de la categoría de las mismas. Los equipos UCI WorldTeam y UCI ProTeam, tenían cupo limitado para competir de acuerdo al año correspondiente establecido por la UCI, los equipos UCI Continentales y selecciones nacionales no tenían restricciones de participación:
| Categoría      | Categoría                       | Equipos                                                                                    |
| -------------- | ------------------------------- | ------------------------------------------------------------------------------------------ |
| .1             | 1.1 (Carrera de un día)         | * UCI WorldTeam (max 50%) * UCI ProTeam * Continentales * Selecciones nacionales           |
| .1             | 2.1 (Carrera de varios días)    | * UCI WorldTeam (max 50%) * UCI ProTeam * Continentales * Selecciones nacionales           |
| .2             | 1.2 (Carrera de un día)         | * UCI ProTeam * Continentales * Selecciones nacionales * Selecciones regionales * Amateurs |
| .2             | 2.2 (Carrera de varios días)    | * UCI ProTeam * Continentales * Selecciones nacionales * Selecciones regionales * Amateurs |
| .Ncup (sub-23) | 1.Ncup (Carrera de un día)      | * Selecciones nacionales * Selecciones mixtas                                              |
| .Ncup (sub-23) | 2.Ncup (Carrera de varios días) | * Selecciones nacionales * Selecciones mixtas                                              |

## Calendario
Las siguientes fueron las carreras que compusieron el calendario UCI America Tour para la temporada 2020 aprobado por la UCI.
| UCI America Tour 2020          | UCI America Tour 2020 | UCI America Tour 2020       | UCI America Tour 2020 | UCI America Tour 2020 |
| Fecha                          | País                  | Carrera                     | Ganador               |                       |
| ------------------------------ | --------------------- | --------------------------- | --------------------- | --------------------- |
| 23 de octubre – 1 de noviembre | Guatemala             | Vuelta a Guatemala          | Manuel Rodas          |                       |
| 16 – 25 de diciembre           | Costa Rica            | Vuelta a Costa Rica         | Daniel Bonilla        |                       |
| 12 – 19 de enero               | Venezuela             | Vuelta al Táchira           | Roniel Campos         |                       |
| 11 – 16 de febrero             | Colombia              | Tour Colombia               | Sergio Higuita        |                       |
| 15 de mar                      | Chile                 | Gran Premio de la Patagonia | José Tito Hernández   |                       |
| 17 – 21 de junio               | Canadá                | Tour de Beauce              | cancelada             |                       |
| 10 de jul                      | Estados Unidos        | Chrono Kristin Armstrong    | cancelada             |                       |
| 12 de jul                      | Estados Unidos        | Tour de Delta               | cancelada             |                       |
| 23 de octubre – 1 de noviembre | Guatemala             | Vuelta a Guatemala          | Mardoqueo Vásquez     |                       |

## Clasificaciones finales
- Nota: Las clasificaciones finales fueron:[5][6]

### Individual
| Posición | Corredor               | Equipo           | Puntos |
| -------- | ---------------------- | ---------------- | ------ |
| 1.º      | Richard Carapaz        | INEOS Grenadiers | 1406,5 |
| 2.º      | Daniel Felipe Martínez | EF               | 981,33 |
| 3.º      | Miguel Ángel López     | Astana           | 925    |
| 4.º      | Michael Woods          | EF               | 920    |
| 5.º      | Nairo Quintana         | Arkéa Samsic     | 865    |
| 6.º      | Sergio Higuita         | EF               | 602,33 |
| 7.º      | Egan Bernal            | INEOS Grenadiers | 425,5  |
| 8.º      | Rigoberto Urán         | EF               | 352,33 |
| 9.º      | Sepp Kuss              | Jumbo-Visma      | 351    |
| 10.º     | Fernando Gaviria       | UAE Emirates     | 349    |

| Posiciones 11º al 20º | Posiciones 11º al 20º | Posiciones 11º al 20º       | Posiciones 11º al 20º |
| --------------------- | --------------------- | --------------------------- | --------------------- |
| 11.º                  | Jhonatan Narváez      | INEOS Grenadiers            | 333,33                |
| 12.º                  | Esteban Chaves        | Mitchelton-Scott            | 327                   |
| 13.º                  | Brandon McNulty       | UAE Emirates                | 294                   |
| 14.º                  | Quinn Simmons         | Trek-Segafredo              | 260                   |
| 15.º                  | Miguel Flórez López   | Androni Giocattoli-Sidermec | 190                   |
| 16.º                  | Jonathan Caicedo      | EF                          | 184,33                |
| 17.º                  | Carlos Quintero       | Terengganu Inc. TSG         | 166                   |
| 18.º                  | Sergio Luis Henao     | UAE Emirates                | 158                   |
| 19.º                  | Joey Rosskopf         | CCC                         | 154                   |
| 20.º                  | Neilson Powless       | EF                          | 146                   |

### Equipos
| Posición | Equipo              | Puntos |
| -------- | ------------------- | ------ |
| 1.º      | Medellín            | 277    |
| 2.º      | Rally               | 257    |
| 3.º      | Canel's             | 173    |
| 4.º      | Hagens Berman Axeon | 144    |
| 5.º      | Elevate-Webiplex    | 135    |

### Países
| Posición | País           | Puntos  |
| -------- | -------------- | ------- |
| 1.º      | Colombia       | 4827,49 |
| 2.°      | Ecuador        | 2155,16 |
| 3.º      | Estados Unidos | 1534,71 |
| 4.º      | Canadá         | 1190    |
| 5.º      | Panamá         | 362     |

### Países sub-23
| Posición | País           | Puntos |
| -------- | -------------- | ------ |
| 1.º      | Estados Unidos | 653    |
| 2.º      | Panamá         | 183    |
| 3.º      | Colombia       | 124    |
| 4.º      | Costa Rica     | 78     |
| 5.º      | México         | 60     |

## Evolución de las clasificaciones
| Fecha            | Clasificación individual | Clasificación por equipos | Clasificación por países | Clasificación por países sub-23 |
| ---------------- | ------------------------ | ------------------------- | ------------------------ | ------------------------------- |
| 31 de enero      | Egan Bernal              | Canel's                   | Colombia                 | Estados Unidos                  |
| 29 de febrero    | Egan Bernal              | Medellín                  | Colombia                 | Estados Unidos                  |
| 31 de marzo      | Egan Bernal              | Medellín                  | Colombia                 | Estados Unidos                  |
| 30 de abril      | Egan Bernal              | Medellín                  | Colombia                 | Estados Unidos                  |
| 31 de mayo       | Egan Bernal              | Medellín                  | Colombia                 | Estados Unidos                  |
| 30 de junio      | Egan Bernal              | Medellín                  | Colombia                 | Estados Unidos                  |
| 31 de julio      | Egan Bernal              | Medellín                  | Colombia                 | Estados Unidos                  |
| 31 de agosto     | Nairo Quintana           | Medellín                  | Colombia                 | Estados Unidos                  |
| 30 de septiembre | Miguel Ángel López       | Medellín                  | Colombia                 | Estados Unidos                  |
| 31 de octubre    | Nairo Quintana           | Medellín                  | Colombia                 | Estados Unidos                  |
| 10 de noviembre  | Richard Carapaz          | Medellín                  | Colombia                 | Estados Unidos                  |
| Final            | Richard Carapaz          | Medellín                  | Colombia                 | Estados Unidos                  |